# فرودگاه سائو گجاورخه
فرودگاه سائو گجاورخه (به انگلیسی: São Jorge Airport) یک فرودگاه همگانی با کد یاتا SJZ است که یک باند فرود آسفالت دارد و طول باند آن ۱۳۷۴ متر است. این فرودگاه در کشور پرتغال قرار دارد و در ارتفاع ۹۵ متری از سطح دریا واقع شده است.